# Calm Like a Bomb
«Calm Like a Bomb» es un sencillo de Rage Against The Machine, lanzado el 2000, sacado del álbum The Battle of Los Angeles. Antes de ser lanzada como sencillo, Calm Like a Bomb era una de las canciones preferidas de los fanes del álbum, e incluso era tocada en radios frecuentemente.
La carátula generalmente asociada con el sencillo proviene de una competición que la banda realizó, para engendrar el nombre del próximo álbum (The Battle of Los Angeles), en la que artistas gráficos notables fueron dados nombres para hacer sus carátulas: entre esos nombres se encontraban "Battle Hymns", "Agunzagun" y, obviamente, "The Battle of Los Angeles". Uno de esos nombres luego fue incluso un verso de Calm Like a Bomb: "The riot be the rhyme of the unheard". Tom Morello eventualmente uso el nombre de "Battle Hymns" en una canción de su álbum debut, One Man Revolution, el 2007.
Técnicamente, Calm Like a Bomb es notable por los efectos usados por Morello, guitarrista, usando pedales whammy y delay. Como muchas canciones de RATM, la letra habla de la desigualdad social. La canción también tiene una referencia a Emiliano Zapata. Tim Commerford, bajista, usa una mezcla de un pedal de distorsión hecho por el mismo, y un Jim Dunlop 105Q Bass Wah pedal en su bajo a lo largo de la canción.
Calm Like a Bomb debutó en vivo el 11 de junio de 1999, en el KROQ Dysfunctional Family Picnic in Wantagh, NY.

## Contenido
1. «Calm Like a Bomb»